# Guermit Bounouira
Guermit Bounouira (en arabe : قرميت بونويرة) est un militaire algérien, secrétaire particulier du général Ahmed Gaïd Salah jusqu’au décès de ce dernier en décembre 2019. Il se réfugie en Turquie en 2020, dont il est extradé à la demande d'Abdelmadjid Tebboune auprès de Recep Tayyip Erdoğan. Il est condamné à la peine de mort en 2022 par le tribunal militaire de Blida.

## Biographie
L'adjudant-chef à la retraite Guermit Bounouira, ancien secrétaire particulier d'Ahmed Gaïd Salah jusqu’au décès de ce dernier en décembre 2019, s'est réfugié en Turquie au début de l'année 2020. Le général Wassini Bouazza, responsable de la Direction générale de la Sécurité intérieure (DGSI), au sein de la Coordination des services de sécurité, arrêté en avril 2020, a été accusé d'avoir exfiltré Guermit Bounouira,. 
Son extradition est demandée par le président algérien Abdelmadjid Tebboune qui sollicite à cet effet directement le président turc Recep Tayyip Erdoğan. Il est livré au régime algérien en juillet 2020,.
En janvier 2022, le tribunal militaire de Blida condamne Guermit Bounouira, à la peine capitale pour « haute trahison ». 
À la suite de cette condamnation, des vidéos réalisées dans la prison militaire de Blida par Guermit Bounouira mettant en cause de hauts gradés de l’armée algérienne sont sorties de la prison et sont diffusées à l'étranger. Dès la première diffusion, des arrestations importantes sont effectuées au sein du personnel militaire de la prison de Blida et du tribunal militaire.  Des enquêtes sont immédiatement engagées à l’intérieur de la prison. Elles sont dirigées par le Général M’henna Djebbar, nouveau directeur général de la Coordination des services de sécurité. De plus l'ensemble du personnel de sécurité de la prison est remplacé par de nouveaux effectifs. Pour sa part, Guermit Bounouira est déplacé dans une prison de la région d'Alger ,.

Avec ces vidéos, Guermit Bounouira met notamment en cause Saïd Chengriha pour des opérations de trafic de drogue et d'armes qu'il estime à 25 milliards de dollars par an, : 

« Dans chaque opération, la part de chengriha est prélevée dans ce trafic de drogue et des armes au Sahara à travers les colonels Mahjoubi chef des forces armées de la 2ème région et le colonel Yahia Ali Oulhadj chef de la gendarmerie de la 3ème région militaire dirigée par Chengriha. »

Il évoque aussi les enquêtes qui conduisent à la mise à l'écart de plusieurs généraux algériens à savoir : Saïd Bey, Habib Chentouf, Menad Nouba, Abdezrrezak Cherif, Boudjema Boudouaour et le colonel Mahjoubi. Le média algérien El Watan mentionne que la presse algérienne « s’est gardée de publier rapidement le contenu de ces vidéos » celles-ci mettant en cause « la probité du général de corps d’armée et chef d’état-major Saïd Chengriha ». El Watan considère qu'il est impossible qu'un haut gradé de l’armée soit un trafiquant de drogue et d’armes pendant les années 1990 et 2000 sans que sa hiérarchie en soit informée. Le vol de dossiers classés top secret par Guermit Bounouira décribilise ce dernier qui a par ailleurs utilisé sa proximité avec l’ancien vice-ministre de la Défense pour amasser un patrimoine foncier et immobilier conséquent. Par ailleurs, El Watan indique qu'il comptait utiliser des documents classés confidentiels concernant l'armée algérienne comme monnaie d'échange afin d'obtenir un « statut de protégé ». Pour sa part Le Matin d'Algérie estime  qu'avec « l’absence d’une justice indépendante à même de mener des enquêtes impartiales et indépendantes, l’opinion reste sur sa faim » avec cette affaire.
En mai 2022, la cour d'appel du tribunal militaire de Blida maintient la condamnation à mort initiale pour « divulgation d’informations confidentielles, touchant aux intérêts de l’armée et de l’État, collecte et transmission d’informations à des parties ou des pays tiers et violation de l’obligation de réserve dans le but de porter atteinte à la sécurité et aux intérêts de l’État ». Cette procédure a aussi traité deux autres accusés réfugiés à l’étranger, l’ancien patron de la Gendarmerie nationale, le général Ghali Belkecir, qui aurait acheté la nationalité du Vanuatu et Mohamed Larbi Zitout en fuite en Grande-Bretagne.